# Isaac Reber
Isaac Reber, né le 27 août 1961 à Bâle (originaire de Schangnau), est une personnalité politique suisse, membre des Verts.
Il est membre du gouvernement du canton de Bâle-Campagne depuis 2011, d'abord à la tête du département de la sécurité, puis de celui des travaux publics et de la protection de l'environnement depuis 2019.

## Biographie

### Origine et famille
Isaac Reber naît le 27 août 1961 à Bâle. Il est originaire de Schangnau, dans le canton de Berne. Son père est ouvrier ; sa mère, couturière. 

### Enfance et études
Il grandit à Sissach, où il fait notamment partie des scouts, et suit sa scolarité dans cette commune puis à Muttenz. Il est diplômé de l'Université de Bâle en géographie et de l'École polytechnique fédéral de Zurich (EPFZ), où il obtient un diplôme de troisième cycle en aménagement du territoire,. Il travaille comme contrôleur de trains de nuit pendant ses études. 

### Parcours professionnel
Après avoir rejoint le département des travaux publics du canton de Bâle-Campagne, il est employé entre 1997 et 2008 par le service de la construction et de la planification du canton de Bâle-Ville ; en 2003, il y prend la tête de Logis Bâle, un programme de financement de logements. En 2009, il devient directeur général adjoint de Energie Zukunft Schweiz, poste qu'il occupe jusqu'en 2011.

### Vie personnelle et autres activités
Marié à une enseignante et père de deux filles, il habite à Sissach.
Il a présidé le club local d'échecs de Sissach et participé à des tournois à l'étranger.

### Parcours politique
Isaac Reber siège entre 1996 et 2001 au Conseil communal (exécutif) de Sissach, sous les couleurs du parti local Stechpalme (le houx), puis sous les couleurs des Verts au Landrat du canton de Bâle-Campagne, où il succède à Maya Graf, de 2001 à 2011.
Allié au Parti socialiste, il échoue en 2007 à se faire élire au Conseil d'État mais y parvient en se lançant sans alliance en 2011 avec 28 444 voix (quatrième meilleur résultat sur cinq élus),,. Il devient ainsi le premier membre des Verts à entrer au gouvernement cantonal de Bâle-Campagne,. Il remplace Jörg Krähenbühl (UDC), qui est le premier membre du gouvernement sortant non réélu depuis 1950,.
Il entre en fonction le 1er juillet 2011 et prend la tête du département de la sécurité. Une de ses actions emblématiques est d'augmenter la présence policière dans la rue tout en fermant des postes des police. Au cours de son mandat, la criminalité affiche une baisse continue.
Réélu en février 2015 (en troisième position) et mars 2019 (en deuxième position), il change de département en juillet 2019 pour prendre celui des travaux publics et de la protection de l'environnement. Il est réélu (en deuxième position) en février 2023 pour un quatrième mandat.

### Positionnement politique
Il fait partie de l'aile libérale de son parti,. Il se qualifie de pragmatique et constructif.